# هانز مولر (طبيب)
الدكتور هانز مولر (13 يناير 1915 - 4 ديسمبر 1994) كان طبيبًا ألماني المولد يهوديًا من أصل أشكنازي هاجر إلى الصين وساهم في تحسين الرعاية الصحية في الصين على مدار عدة عقود. لقد ساهم مولر في الجهود البحثية في التهاب الكبد ب وتطوير لقاحه، بالإضافة إلى ذلك أصبح نائب رئيس جامعة بكين الطبية في الصين. تم انتخاب مولر أيضًا كعضو في المؤتمر الاستشاري السياسي للشعب الصيني.

## النشأة
ولد هانز مولر في مدينة دوسلدورف-جولزهايم بألمانيا كطفل وحيد لهنرييت مولر ني بالين (ابنة أخت قطب الشحن ألبرت بالين الذي توفي عام 1949) وسيمون فريد مولر (توفي عام 1952). كان والده يمتلك مصنع سلع كهربائية في دوسلدورف. ولأنه كان يهوديًا، احتجز سيمون فريد مولر في معسكر الاعتقال تيريزينشتات من عام 1942 إلى عام 1945.[بحاجة لمصدر]
ولأنه كان من الصعب على الطالب اليهودي الذهاب إلى جامعة ألمانية في ذلك الوقت، فقد ذهب مولر إلى سويسرا للقيام بذلك. ذهب هانز مولر لدراسة الطب في جامعة بازل. في جامعة بازل، التقى طالبًا صينيًا يدعى Chiang Zhaoxian، أخبر مولر عن الصين وثقافتها وتاريخها وأحداثها المستمرة.

## المسيرة المهنية
غادر هانز مولر سويسرا في أبريل 1939 بعد حصوله على الدكتوراه، وسافر إلى هونغ كونغ عبر مارسيليا. وخلال شهري يونيو ويوليو من نفس العام، شق طريقه إلى يانان عبر ناننينغ، وقوييانغ، وتشونغتشينغ، وتشنغدو، وباوجي، وشيان.
لقد عمل في يانان في غرفة الطوارئ في مستشفى السلام الدولي والتقى ماو تسي تونغ. لقد شغل مناصب طبية في جيش الدرب الثامن وجيش التحرير الشعبي الصيني حيث درب العديد من الأطباء. بعد الحرب، شغل منصبًا في مستشفى تشانغتشون. كانت المراحل الأخرى من حياته المهنية تعيينًا أستاذًا بكلية شنيانغ الطبية، حيث خدم لاحقًا عميدًا ورئيسًا لطب الأطفال، وعين أستاذًا للطب الباطني في مستشفى جيشويتان ببكين، وأخيرًا نائب رئيس جامعة بكين الطبية. لقد أجرى البحوث في مجالات طب الأطفال والتهاب الكبد ب.

## الأوسمة والجوائز
- 1989 "عامل طبي دولي متميز. (مقدم من وزارة الصحة لجمهورية الصين الشعبية)

## شخصي
كان مولر متزوجًا من ممرضة يابانية تدعى كيوكو ناكامورا (中 村 京 子) ولديه ابنة (ميمي مولر، من مواليد 1950). ولديه ابن (ديهوا مولر، مواليد 1953).
في عام 1994، توفي مولر في الصين بعد تاريخ طويل من أمراض القلب. دفن مولر في مقبرة باباوشان الثورية في بكين.

### الإرث
تم التبرع بمقتنياته الشخصية لمتحف الحرب المناهض لليابان في بكين الصين.

## روابط خارجية
- جامعة مين. عام 2008. صورة لمقبرة الدكتور هانز مولر في مقبرة باباوشان الثورية في بكين، الصين. صورة التقطتها مارلين شيا.
- GLOBALink | "I am an American, I also want to become a CPC member"